# 氯胺-T
氯胺-T是一种有机化合物，化学式为CH3C6H4SO2NClNa，存在无水物和三水合物，它们都是白色粉末。氯胺-T可用于有机合成。

## 制备
氯胺-T可由甲苯磺酰胺和次氯酸钠的氧化反应制备，次氯酸钠可由氯气和氢氧化钠原位反应得到：

## 性质
氯胺-T含有活性（亲电）的氯，活泼性类似于次氯酸钠。它可将硫化氢氧化为硫，将芥子气氧化为硫酰亚胺。氯胺-T的水溶液呈弱碱性（pH约为8.5）；其共轭酸的pKa为9.5。